# Vivace

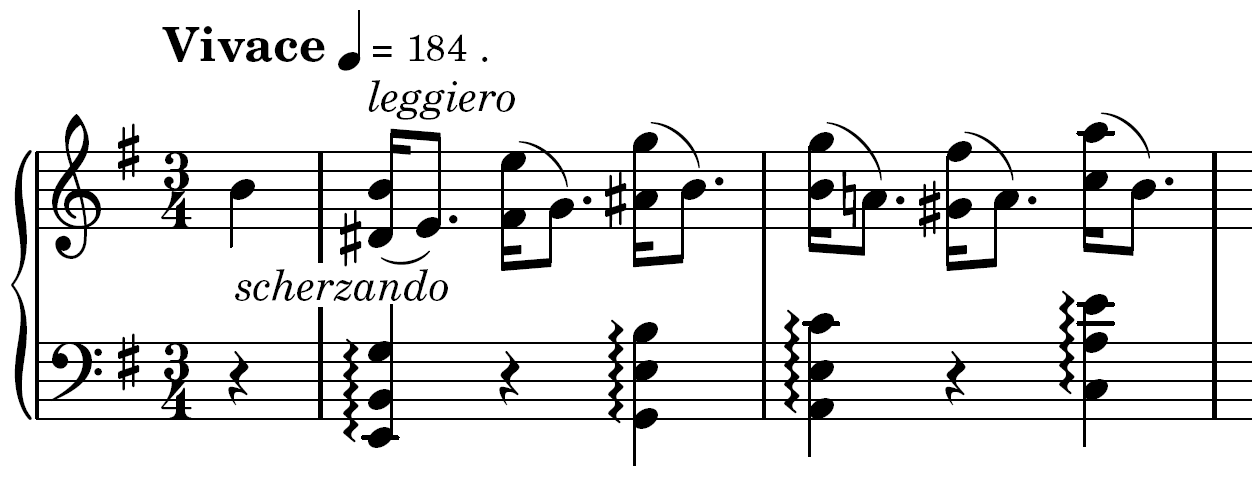
Primers compassos de l'estudi Opus 25 número 5, per a piano, de Frédéric Chopin

Vivace, en música, és una indicació de tempo per referir-se a una velocitat molt ràpida, equiparable a un allegro força més ràpid, però no tan de pressa com un presto. Correspon a un adjectiu que en italià significa «viu».
 Tercer moviment del doble concert per a violí, violoncel i orquestra de Johannes Brahms, amb indicació 'Vivace no troppo' (?·pàg.)
 Segon moviment (Scherzo), de la Simfonia número 3 en la menor, de Felix Mendelssohn, que porta la indicació 'Vivace non troppo' (?·pàg.)
Com una denominació de tempo per si mateixa, i no pas com a adjectivació de cap altra denominació, apareix en partitures a partir del segle xvii, així com en la majoria de tractats, com un qualificatiu comparable a l’allegro. Beethoven l'usa per marcar el tempo del tema de les Variacions Diabelli; en canvi al segon moviment de la novena simfonia indica molto vivace.
Al segle xviii indicava quelcom una mica més lent. El tractat anònim A Short Explanation, del 1725, el situa entre el largo i l‘allegro. Leopold Mozart (1754) explicava que tant vivace com spiritoso significaven que es pogués tocar amb comprensió, i que eren el punt mitjà entre ràpid i lent. D'altra banda, a l'Anglaterra del segle xviii hi ha exemples abundants que representava quelcom més lent que en els segles precedent i posterior.
Segons Jean-Jacques Rousseau al seu Dictionnaire de la Musique (1765), la forma francesa vif era equiparable a la italiana vivace i, per tant, no s'escapa de les ambigüitats esmentades.
De fet, però, quan es va fer més popular aquest indicatiu, fou al segle xix, període en el qual es referia potser fins i tot més a una qüestió de caràcter i d'expressió que no pas de tempo. Això sembla especialment clar quan funciona no com a únic adjectiu per qualificar el tempo i/o l'expressió del moviment sinó com a afegitó, adjectivant, de la denominació principal del moviment. probablement el cas més habitual és l'allegro vivace; però no pas l'únic: Beethoven, al dos darrers moviments de la seva primera simfonia, escriu allegro molto e vivace; però també va fer servir l‘andante vivace (i aquí sí que no hi ha dubte que indica caràcter i no pas tempo). Semblantment, l'ús que en fa Franz Schubert també sembla que es refereix més a una forma més viva d'interpretar-ho que no pas al tempo. També es troben els superlatius vivacissimo (adjectiu) i vivacissimamente (adverbi), aquest darrer, per exemple, al darrer moviment de la sonata per a piano Op. 81a de Beethoven.
 Tercer moviment, Allegro molto vivace, del concert per a violí i orquestra en mi menor, de Felix Mendelssohn (?·pàg.)